# Mickaël Rabeson
Fetraniaina Mickaël Rabeson (ur. 26 października 1987 w Antananarywie) – madagaskarski piłkarz grający na pozycji lewego obrońcy. W swojej karierze rozegrał 23 mecze i strzelił 1 gola w reprezentacji Madagaskaru.

## Kariera klubowa
Swoją karierę piłkarską Rabeson rozpoczął w klubie Académie Ny Antsika. W 2005 roku zadebiutował w nim w pierwszej lidze madagaskarskiej. W sezonie 2006 został z nim wicemistrzem, a w sezonie 2008 mistrzem Madagaskaru. W latach 2009–2010 grał w reuniońskim JS Gauloise. W latach 2011–2018 był zawodnikiem CNaPS Sport, w którym zakończył karierę. Sześciokrotnie został z nim mistrzem kraju w sezonach 2013, 2014, 2015, 2016, 2017 i 2018 oraz zdobył dwa Puchary Madagaskaru w 2015 i 2016.

## Kariera reprezentacyjna
W reprezentacji Madagaskaru Rabeson zadebiutował 18 maja 2014 roku w wygranym 2:1 meczu kwalifikacji do Pucharu Narodów Afryki 2015 z Ugandą, rozegranym w Mahajandze. Od 2014 do 2018 wystąpił w kadrze narodowej 23 razy i strzelił 1 gola.